# La Cassagne
La Cassagne település Franciaországban, Dordogne megyében. Lakosainak száma 151 fő (2022. január 1.). La Cassagne Terrasson-Lavilledieu, Jayac, Archignac, Coly-Saint-Amand és La Dornac községekkel határos.

## Népesség
A település népességének változása:
| Lakosok száma | 132  | 112  | 120  | 146  | 155  | 154  | 151  | 154  | 155  | 151  |
|               | 1968 | 1982 | 1990 | 2006 | 2013 | 2015 | 2017 | 2019 | 2020 | 2022 |